# Cyclocross-Weltmeisterschaften 1954
Die Cyclocross-Weltmeisterschaften 1954 wurden am 28. Februar in Crenna, Italien ausgetragen. Sie waren die fünften ihrer Art. Es gab ein Rennen in der offenen Kategorie, also für Profis und Amateure gleichermaßen. Schauplatz des Rennens waren die Hänge unterhalb des Dorfkerns sowie unterhalb davon gelegene Ebene; Start und Ziel waren in der Viale dei Tigli.

## Ergebnisse
| Platz | Land       | Sportler        |
| ----- | ---------- | --------------- |
| 1     | Frankreich | André Dufraisse |
| 2     | Frankreich | Pierre Jodet    |
| 3     | Schweiz    | Hans Bieri      |